# K-12
K-12（ケースルートゥエルブ、kay-through-twelve）あるいはK12（ケートゥエルブ）は、「幼稚園（KindergartenのK）の年長から始まり高等学校を卒業する（12年生=高校3年生の学年）までの13年間の教育期間」のことである。もちろん特別支援学校も含まれている。無料で教育が受けられるこの13年間の総称として米国やカナダの英語圏で用いられたのが始まりである。
米国では州によって就学年齢の区切りが異なるうえに、地区によって中学や高校の開始学年も異なるため、以前から小中高という枠を越えた教育の連結性・一貫性が重要視されてきた。日本でも1998年の学校教育法改正に伴い一貫校が増え始め、幼稚園から高校までを総括的に考えるコンセプトが徐々に浸透してきている。K-12という名称も広く用いられるようになった。「K-12 from Japan - インターネットと教育」は日本国内の主要な教育関連サイトのリンク集で、大阪教育大学の管理のもと、共同研究や交流の場となっている。
またインターネットを通してK-12の児童・生徒の教育と学習のために有益な学びの機会を提供することをK-12Projectと呼ぶことがある。米国では学校、教育団体、官公庁だけでなく、一般企業（ウォルト・ディズニー、ディスカバリーチャンネルなど）が、K-12の子ども達を念頭に置いた学習プログラムの提供や情報の発信を行っている。日本の政府官庁が、子どもの学習のために、各省の活動内容や関連情報を易しい日本語で提供するようになったのも、こうした考え方を背景としている。

## 関連記事
- 小中高一貫教育